# Alès
Alés er en fransk by og kommune i departementet Gard i regionen Occitanie i den sydlige del af landet. I 2017 havde Alés 40.219 indbyggere.